# Кривой рог
Кривой рог или Кривий Рих (на украински: Кривий Ріг) е град в южна Украйна, Днепропетровска област. Населението на града към 1 януари 2022 г. е 603 904 души.

## География
Разположен е югозападно от Днипро, при сливането на реките Ингулец и Саксахан. Считан е за най-дългия град в страната, като заема ивица с дължина 129 km, успоредна на находищата с желязна руда, които са в основата на икономиката му.

## История
Кривой рог е основан от запорожките казаци през 17 век. През 1881 френска компания започва да разработва находищата на желязна руда, а през 1884 г. е построена железопътна линия до Донбас, която превръща града в бързо разрастващ се промишлен център.

## Население

### Етнически състав
Численост и дял на етническите групи според преброяването на населението през 2001 г. (над 500 души):
| Етническа група              | Численост | Дял (в %) |
| Общо                         | 666 812   | 100,00    |
| Украинци                     | 525 864   | 78,86     |
| Руснаци                      | 119 115   | 17,86     |
| Беларуси                     | 6 193     | 0,92      |
| Евреи                        | 1 809     | 0,27      |
| Арменци                      | 1 571     | 0,23      |
| Азербайджанци                | 1 161     | 0,17      |
| Цигани                       | 1 186     | 0,17      |
| Молдовани                    | 881       | 0,13      |
| Поляци                       | 683       | 0,10      |
| Германци                     | 591       | 0,08      |
| Българи                      | 558       | 0,08      |
| Други и не самоопределили се | 7 200     | 1,07      |

### Езици
Численост и дял на населението по роден език, според преброяването на населението през 2001 г. (над 100 души):
| Роден език             | Численост | Дял (в %) |
| Общо                   | 666 812   | 100,00    |
| Украински              | 472 436   | 70,84     |
| Руски                  | 184 126   | 27,61     |
| Беларуски              | 1 537     | 0,23      |
| Цигански               | 827       | 0,12      |
| Арменски               | 811       | 0,12      |
| Молдовски              | 269       | 0,04      |
| Български              | 114       | 0,01      |
| Други или неопределени | 6 692     | 1,00      |

## Икономика
Металургичният комбинат „Криворожстал“ е сред най-големите в света и продължава да се разширява.

## Побратимени градове
- Нижни Тагил, Русия
- Хандан, Китай